# Meat Puppets
Meat Puppets sind eine US-amerikanische Rockband, die 1980 in Phoenix, Arizona, gegründet wurde. Die Band verbindet Stile wie Punk, Country und Psychedelic Rock.

## Bandgeschichte

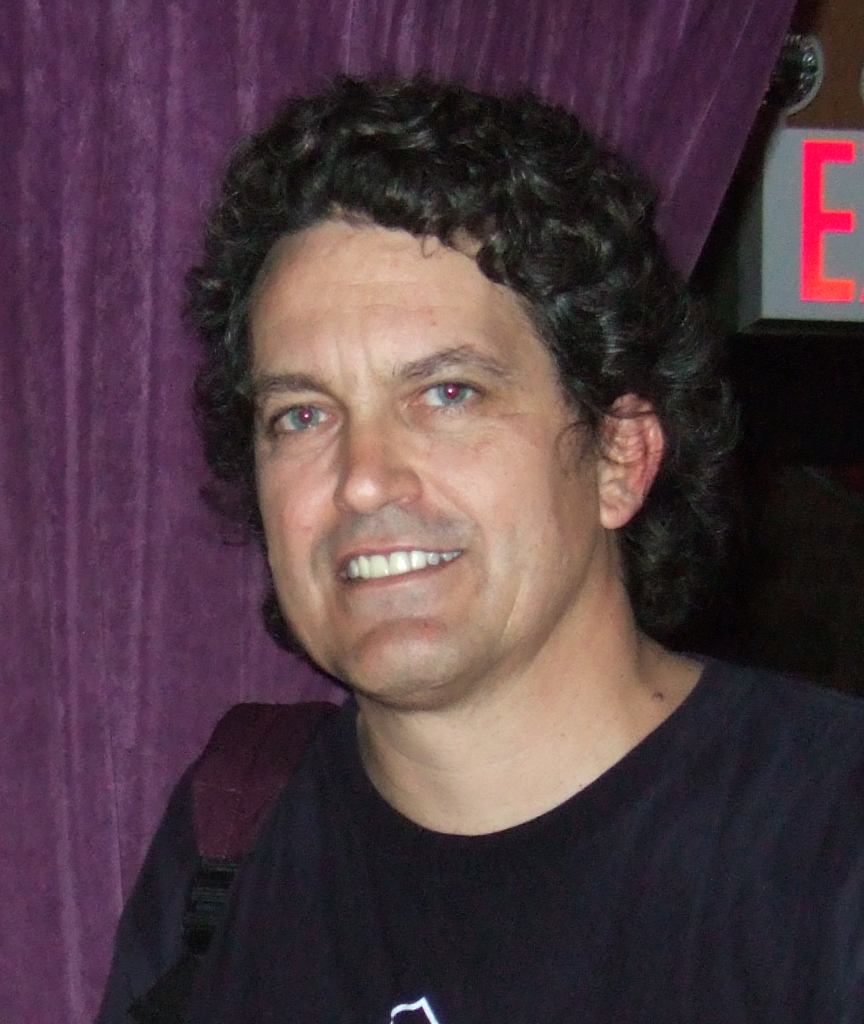
Curt Kirkwood (2006)

### Anfänge (1980–1982)
Gegründet wurde die Band von den Brüdern Curt und Cris Kirkwood sowie Derrick Bostrom; anfangs spielten sie zusammen nur Coverversionen, unter anderem von The Damned. Als Bostrom gegenüber David Wiley von The Consumers erwähnte, in einer Band zu spielen, aber bisher nur Coverversionen zu spielen, antwortete Wiley, er solle eigene Stücke schreiben und ihm dann eine Kassette zusenden; vielleicht könne er Bostrom Auftritte in Los Angeles verschaffen. Einige Tage später sprach Bostrom dies gegenüber Cris Kirkwood an; bei ihren Experimenten entstanden die Stücke Neutral, Rodeo und Fetus in Pus Sauce, die zwar bei Proben gespielt wurden, von denen die Band jedoch nicht begeistert war; ihnen folgte In a Car, danach fiel der Band das Schreiben eigener Lieder leichter. Aus dem Lied Meat Puppets, das niemals einen festen Liedtext hatte, leitete die Band ihren Namen auf Bostroms Vorschlag hin ab.
Außer privaten Feiern gab es in Phoenix keine Auftrittsmöglichkeiten für Punk-Bands. Die Band verbrachte die meiste Zeit bei Darrell, einem Freund mit eigenem Studio, und spielte erste Aufnahmen ein. Als sie die Möglichkeit für Auftritte in einem Klub in Tucson fand, waren genug Meat-Puppets-Stücke für eine Demoaufnahme entstanden. Als ein Konzertbesucher eine Bierflasche durch Bostroms Bassdrum warf, musste die Band das Konzert mit zehn Minuten improvisiertem Lärm beenden. Einige Tage später rief Wiley Bostrom an und bot ihm die Möglichkeit, auf einer Feier nach einem Konzert seiner eigenen Band Human Hands im Klub Star System in Phoenix zu spielen. Kurz darauf organisierte Wiley auch einen Meat-Puppets-Auftritt an der Westküste im Vorprogramm von Mentors und 45 Grave.
Mit dem Ende des Star System verloren die Punks in Phoenix ihren einzigen regelmäßigen Aufenthaltsort. Nachdem Bostroms Mutter geschieden wurde und seine Familie in eine ruhigere Gegend zog, verlor die Band außerdem ihren Proberaum. Sie versuchte, bei der Mutter der Kirkwood-Brüder zu proben, die jedoch dagegen war. Ein Freund der Band bot die Möglichkeit, in seinem Keller zu proben.
Unterdessen konnte die Band gelegentlich in Los Angeles mit Monitor oder Human Hands auftreten. Dort begegneten die Musiker unter anderem Boyd Rice, der unter dem Namen NON Lärm erzeugte und das Publikum beschimpfte. Auf Kosten der Band Monitor wurde die erste Meat-Puppets-EP aufgenommen und von Monitor veröffentlicht; die Stücke entstanden in einem Studio in Silver Lake, mit dem Toningenieur Ed Barger, der Devos erste Singles aufgenommen hatte. Es wurden fünf eigene Lieder und das Monitor-Cover Hair aufgenommen. Neben den ersten 1000 Exemplaren entstanden zwei Nachpressungen à 500 Stück.
In Phoenix gab es weiterhin nur kurzfristig Auftrittsmöglichkeiten: The Solid Gold, ein ehemaliges Kino, hielt weniger als drei Monate, und die Schwulenkneipe Mardi Gras brannte nach wenigen Wochen ab.
Bostrom wurde Monate später von Joe Carducci kontaktiert, den er auf einer Reise nach San Francisco kennengelernt hatte und der mit Jon Boshard Thermidor betrieb. Thermidor hatte Interesse an der Veröffentlichung eines Meat-Puppets-Albums, Carducci zog jedoch nach Los Angeles, um für SST Records zu arbeiten; das Album würde von Thermidor finanziert und über SST als Lizenzpressung veröffentlicht und vertrieben werden, und Carducci würde sich um die Promotion kümmern. Im November nahm die Band das Album mit Black Flags Toningenieur SPOT auf. Nach der Aufnahme von vierzehn Titeln überließ die Band Laurie, einem Bekannten, die Aufsicht über den Mix und reiste zurück nach Phoenix; eine Entscheidung, die die Band später bereuen sollte.

### Erster Erfolg (1982–1993)
Greg Ginn, Leadgitarrist von Black Flag und gleichzeitig Chef von SST Records, hörte diese Scheibe und bot der Band einen Vertrag mit SST an. Im Jahre 1982 veröffentlichten die Puppets ihr gleichnamiges Debütalbum, das die experimentelle Seite der Band weiterführte. Bis zu ihrem zweiten Album, Meat Puppets II, hatte die Band ihre musikalische Stimme nicht weiterentwickelt. Aber auf dem 1984 veröffentlichten Meat Puppets II präsentierte die Combo eine bis dato noch nie dagewesene Mischung aus Punk und Country.
Mit dem zweiten Album und dem damit verbundenen harten Touring etablierten die Puppets einen gewaltigen Kult um ihre Musik und ihren Stil. Dieser Kult sollte eine ganze Dekade anhalten. Nach der Veröffentlichung eröffnete die Band für Black Flag auf der Tournee zum Album My War. 1985 veröffentlichte die Band ihr drittes Album Up on the Sun, das ihnen diesmal die ersten Rezensionen in diversen Zeitschriften bescherte. Auch dieses Album bewies, dass die Puppets immer weiter rationalisierten. Sie bewegten sich mehr in Richtung Bluesrock, Country-Rock und Psychedelic Rock. Diese Bewegung in Richtung des konventionellen Hard Rocks setzte sich bis in die späten 1980ern weiter fort. Die alten rauen Punk-Wurzeln verschwanden immer mehr.
Nach der Veröffentlichung der EP Out My Way anno 1986 veröffentlichten die Puppets zwei bei den Kritikern hoch angesehene Alben – Mirage und Huevos. Beide kamen 1987 heraus. Mit Mirage etablierten die Puppets sich als College-Rock-Ikonen. Gleichzeitig wurden sie auch bekannte Attraktionen der American-Underground-Szene. Monsters, das letzte Album für SST, wurde 1989 veröffentlicht und offenbarte den weiteren musikalischen Weg der Band in den 1990ern. Der klare und mitunter seichte Sound kam nicht gut bei den Hardcorefans an und auch sonst war das Album mehr College-Rock.

### Major-Label-Karriere und Pause (1991–1996)
Bedingt durch den eher dürftigen Erfolg von Monsters lösten sich die Meat Puppets für eine kurze Zeit auf. 1991 reformierten sie sich und unterzeichneten einen Vertrag mit dem Major-Label London Records. Noch bevor sie für London ihr Debüt aufnehmen konnten, veröffentlichte SST 1990 die Kompilation No Strings Attached. Ein Jahr später dann, 1991, erschien ihr Major-Debüt Forbidden Places. Dieses Album war weder ein kommerzieller noch ein Underground-Erfolg.
Die weiteren zwei Jahre war es mehr oder weniger ruhig um die Band geworden. Nur vereinzelt spielten sie Konzerte. 1993 dann tourten sie zusammen mit Nirvana auf deren In-Utero-Tournee als deren Vorband; gegen Ende der Tournee wirkten die Kirkwood-Brüder bei Nirvanas Coverversionen dreier Stücke des Meat-Puppets-Albums Meat Puppets II für das Album MTV Unplugged in New York mit. So wurde die Gruppe Millionen von Jugendlichen bekannt und im Zuge der Grunge-Welle von einem Major-Label unter Vertrag genommen. 1994 erschien das Erfolgsalbum Too High to Die, das der Band eine goldene Schallplatte einbrachte und dessen Single-Auskopplung Backwater ebenfalls großen Erfolg hatte. Während diese Phase für ihre Karriere als Höhepunkt gesehen werden kann, erreichte Cris Kirkwood seinen Tiefpunkt, und seine Heroinsucht kulminierte in einer Reihe von Vorfällen, wie dem Tod seiner Frau Michelle Tardif an einer Überdosis. Dies führte dazu, dass er sich von seinem Bruder und der Band entfernte. Nach Curt Kirkwoods Meinung hatte weniger der kommerzielle Erfolg als der Suizid von Nirvanas Sänger und Gitarrist Kurt Cobain Einfluss darauf, dass die Band ihre Aktivitäten einstellte.

### Getrennte Jahre und Wiedervereinigung (ab 1996)
Geprägt durch diesen Rückschlag gingen die Bandmitglieder nach 1996 zunächst getrennte Wege, ohne sich aber offiziell zu trennen. Derrick Bostrom nahm für das Amarillo-Label unter dem Namen Today’s Sounds eine einmalige EP auf, die aus Popcovern bestand. Später dann nahm er einen Job bei einer Multimediafirma an, wobei er die neue Internetseite der Puppets und die Wiederveröffentlichungen von Ryko übersah. Cris Kirkwood ging es unglücklicherweise nicht mehr so gut. Durch die Zunahme von Geld und Ruhm während der No Joke!-Aufnahmen wurde auch sein Drogenproblem ein größeres. Hinzu kam, dass er die ebenfalls drogenabhängige Michelle Tardif heiratete, wobei der Teufelskreis kaum noch zu bewältigen schien. Die Tragödie erreichte ihren Höhepunkt, als im Dezember 1996 die Kirkwood-Mutter starb und später dann im August 1998 Tardif an einer Überdosis verstarb. Für eine kurze Zeit verschwand Cris von der Bildfläche, wobei er aber später den Entzug schaffte. Zwischenzeitlich wurde London Records von Universal durch einen Megadeal geschluckt. Aber die Puppets schienen nichts davon mitzubekommen.
1999 wurde Meat Puppets kurzzeitig wiedervereinigt und brachte 2000 Golden Lies. 2002 löste sich die Band jedoch erneut auf.
2003 wurde Cris Kirkwood in einer Postfiliale von einem Sicherheitsmitarbeiter angeschossen und verhaftet, während Curt nach Austin, Texas zog und dort eine neue Meat-Puppets-Besetzung zusammenstellte. Nach Cris Kirkwoods Entlassung wurde 2006 die Wiedervereinigung der Kirkwood-Brüder für das Album Rise to Your Knees angekündigt, und die Band spielte im Vorprogramm von Sonic Youth; Derrick Bostrom wurde für diese Wiedervereinigung ebenfalls kontaktiert, wollte jedoch nicht zur Band zurückkehren, und wurde daher durch Ted Marcus am Schlagzeug ersetzt, der seit seiner Schulzeit Meat-Puppets-Anhänger war. Curt Kirkwood sah die Priorität darin, ein neues Meat-Puppets-Album zu veröffentlichen, und äußerte, er hätte notfalls alles alleine übernommen. Im Jahr 2009 veröffentlichten sie das Album Sewn Together.

## Bedeutung und Stil
Von all den Bands, die SST Records zu der treibenden Kraft der American-Underground-Szene in den 1980ern gemacht haben, sind die Meat Puppets diejenige, die am längsten überlebt hat. Dagegen sind andere große Bands der Ära längst Geschichte. Jedoch hatten die Meat Puppets nie die Aufmerksamkeit oder die Berühmtheit anderer SST-Bands, wie die von Hüsker Dü oder Minutemen.
Die Meat Puppets haben sich stets vom konventionellen Rock oder Punk abgesetzt. Sie brachten einige Elemente des Bluesrocks von ZZ Top, des Folk-Rocks von Grateful Dead und des Hard- und Folk-Rocks von Neil Young mit in ihre Musik hinein. Mit der Zeit wurden die Band und somit auch ihr Sound erwachsener. Ursprünglich waren sie noch dem Punk-Rock zuzurechnen, im Laufe der Zeit hat sich der Stil jedoch verändert und die Band kam immer mehr dem klassischen Hard Rock und der Mainstream-Musik der 90er Jahre näher, obwohl sie sich jedoch nie komplett von ihren Wurzeln entfernten. Zudem sind Einflüsse aus verschiedenen Genres, wie Blues, Psychedelic Rock und Country enthalten. Das zweite Album Meat Puppets II gilt als Anfang des Cow-Punk. Entgegen der Annahme einiger Journalisten spielten Drogen keine Rolle bei der Komposition der Frühwerke, wenngleich einige Alben unter Drogeneinfluss aufgenommen wurden. Cris Kirkwood, der drogenabhängig war, bezeichnete die Drogen als „Glasur auf dem musikalischen Kuchen“.
Auf die Frage nach der Botschaft der Band antwortete Curt Kirkwood, es habe nie eine gegeben.

## Diskografie

### Alben
- Meat Puppets I (1982)
- Meat Puppets II (1983)
- Up on the Sun (1985)
- Mirage (1987)
- Huevos (1987)
- Monsters (1989)
- Forbidden Places (1991)
- Too High to Die (1994)
- No Joke! (1995)
- Live in Montana (1999)
- Golden Lies (2000)
- Rise to Your Knees (2007)
- Sewn Together (2009)
- Lollipop (2011)
- Rat Farm (2013)
- Dusty Notes (2019)

### Kompilationen
- No Strings Attached, SST, 1990
- Classic Puppets, Rykodisc, 2004
- SPIN Presents Newermind: A Tribute Album, SPIN, 2011

### Singles und EPs
- In a Car. SST, 1981
- Out My Way, Rykodisc, 1986
- Backwater, London, 1993
- Raw Meat [10 Ep], London, 1994
- Tender Cuts from the Meat Puppets, London, 1994
- You Love Me, London, 1999

### Videoalben
- Alive in the Nineties, Cornerstone Ras, 2003